# Wendelin Werner

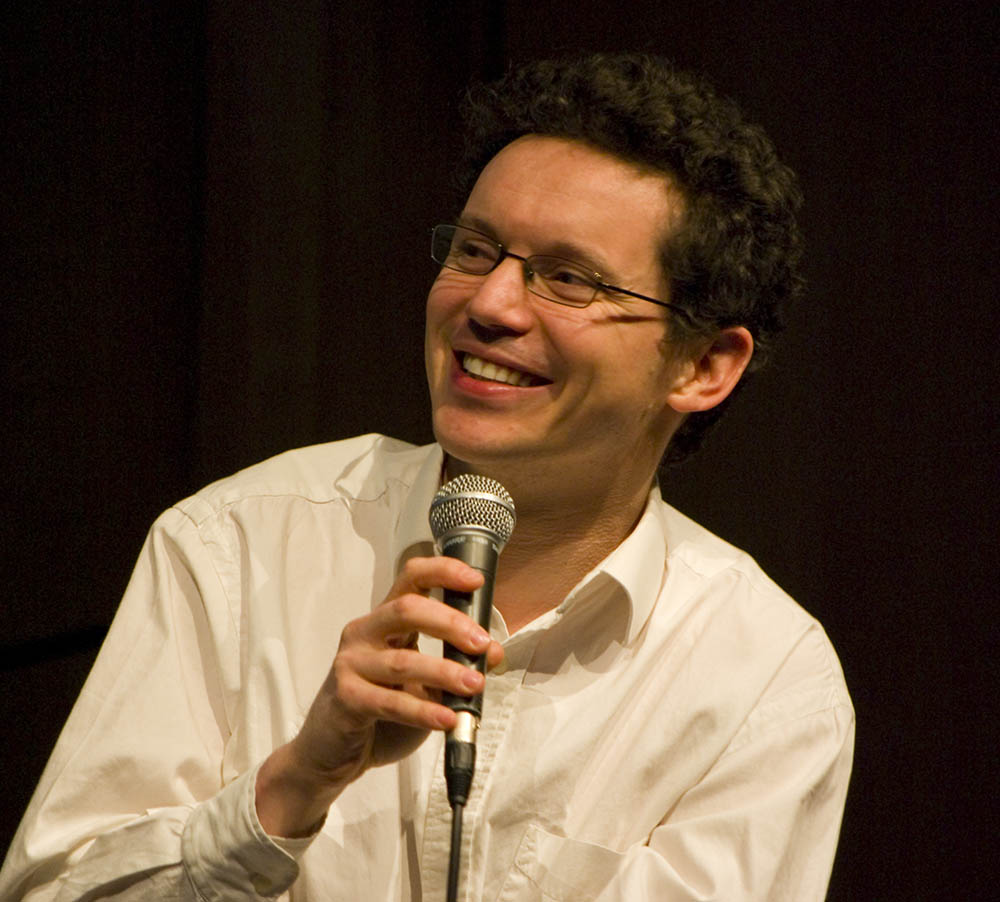
Wendelin Werner

Wendelin Werner (* 23. September 1968 in Köln) ist Mathematiker und Professor an der University of  Cambridge, sein Arbeitsgebiet ist die Wahrscheinlichkeitstheorie. Er ist Träger der Fields-Medaille, die ihm auf dem Internationalen Mathematikerkongress 2006 in Madrid verliehen wurde. Er beschäftigt sich insbesondere mit selbstmeidenden Irrfahrten und der Perkolationstheorie im Rahmen der Schramm-Löwner-Evolution.

## Leben
Werner ist gebürtiger Deutscher und seit 1977 französischer Staatsbürger. Er besuchte die vorbereitenden Kurse (Classe préparatoire) für die französischen Eliteschulen am Lycée Hoche. Von 1987 bis 1991 studierte er an der École normale supérieure (ENS) und promovierte 1993 an der Universität Pierre und Marie Curie unter Jean-François Le Gall. 1991 bis 1997 war er Chargé des Recherches des CNRS und 1993 bis 1995 als Post-Doktorand an der Universität Cambridge. Von 1997 bis 2013 war er Professor an der Université Paris-Sud in Orsay. 2013 wurde er an die ETH Zürich berufen, wo er 10 Jahre geblieben ist. Seit 2023 ist er Rouse Ball Professor of Mathematics an der University of Cambridge.
Er ist Mitglied der Académie des Sciences, der Berlin-Brandenburgischen Akademie der Wissenschaften, der Leopoldina, der Academia Europaea (2008), der Brasilianischen Akademie der Wissenschaften und der Royal Society. Er ist Ehrenfellow des Gonville and Caius College in Cambridge. Werner war von 2011 bis 2014 Einstein Visiting Fellow an der Berlin Mathematical School.

## Werk
Werner hatte ab den 1990er Jahren eine führende Rolle in der strengen Begründung universeller Eigenschaften der Brownschen Bewegung und zweidimensionaler Systeme am kritischen Punkt, die zuvor ein zentrales Forschungsfeld der statistischen Physik waren (insbesondere unter dem Aspekt konformer Feldtheorien). Dabei arbeitete er unter anderem mit Oded Schramm und Gregory F. Lawler sowie mit dem Fields-Medaillen-Preisträger Stanislaw Smirnow zusammen.
Zum Beispiel konnte er 2001/2002 mit Lawler und Schramm die universellen Exponenten für die Überschneidungs-Wahrscheinlichkeit ebener Brownscher Zufallspfade ableiten, wobei sie die Technik der Schramm-Löwner-Evolution benutzten. Sie bewiesen auch eine Vermutung von Benoît Mandelbrot über die fraktale Dimension Brownscher Fronten in zwei Dimensionen, nämlich, dass diese 4/3 ist.

## Sonstiges
Als Jugendlicher spielte er im Film Die Spaziergängerin von Sans-Souci (1982) an der Seite von Romy Schneider eine Nebenrolle.

## Preise
- 1998 Rollo-Davidson-Preis
- 1999 Doistau-Blutet Preis der Academie des Sciences
- 2000 EMS-Preis
- 2001 Fermat-Preis
- 2003 Jacques Herbrand Preis der Academie des Sciences
- 2005 Loève-Preis
- 2006 George-Pólya-Preis der SIAM
- 2006 Fields-Medaille
- 2016 Heinz Gumin Preis für Mathematik der Carl Friedrich von Siemens Stiftung

Er hielt den Cours Peccot am Collège de France (1999).

## Schriften
- Werner Drawing large pictures at random, Oberwolfach Lecture 2007.
- Werner Some recent aspects of random conformally invariant systems, Les Houches Lectures 2005.
- Werner Conformal restriction and related questions, Vorlesungen Edinburgh, 2003.
- Werner Lectures on 2 dimensional critical percolation, Park City Lectures 2007, IAS/Park City Math. Ser., Band 16, 2009, S. 297–360.
- Werner Random planar curves and Schramm-Loewner-Evolutions, Saint Flour Lectures 2002, Lectures on probability theory and statistics, Lecture Notes in Math., Band 1840, 2004 S. 107–195.
- Percolation et modèle d'Ising, Cours spécialisés, SMF Publ., Band 16, 2009.